# 미겔 앙헬 앙굴로
미겔 앙헬 앙굴로 발데레이(스페인어: Miguel Ángel Angulo Valderrey, 1977년 6월 23일 ~ )는 스페인의 전직 축구 선수이다. 선수 시절에는 주로 공격형 미드필더로 활약했지만 오른쪽 윙어, 라이트 백으로도 기용되었다.

## 클럽 경력
미겔 앙헬 앙굴로는 아스투리아스지방 오비에도 출신이며 스포르팅 히혼에서 선수 생활을 시작했다. 18세 시절이던 1995-96 시즌에 발렌시아에 입단했고 1996-97 시즌에서는 비야레알로 임대되어 팀의 세군다 디비시온 우승에 기여했다.
미겔 앙헬 앙굴로는 1997-98 시즌에서 발렌시아로 복귀한 이후에 소속 팀에서 300경기 이상에 달하는 라리가 출전 기록을 수립했으며 2001-02 라리가 시즌, 2003-04 라리가 시즌에서 발렌시아의 우승에 기여했다. 또한 2003-04 UEFA컵(현재의 UEFA 유로파리그) 시즌에서는 발렌시아의 UEFA컵 우승에 기여했다.
미겔 앙헬 앙굴로는 2004년 여름에 아스널로 이적하기 위해 잉글랜드 런던에 도착하여 메디컬 테스트까지 마쳤지만 이적 계획을 번복하고 발렌시아로 복귀하게 된다. 2004년 12월 15일에는 베르더 브레멘과의 2004-05 UEFA 챔피언스리그 시즌 조별 예선 경기에서 넬손 아에도 발데스에게 태클을 가한 행동, 팀 보로프스키에게 침을 뱉는 행동으로 인해 유럽 축구 연맹(UEFA)로부터 UEFA컵 7경기 출전 정지 처분을 받았다.
2007년 12월 20일에 발렌시아의 새 감독으로 임명된 로날트 쿠만은 미겔 앙헬 앙굴로를 산티아고 카니사레스, 다비드 알벨다와 함께 발렌시아의 주전 선수 명단에서 제외시켰다. 하지만 발렌시아가 2007-08 라리가 시즌 진행 도중에 강등 위기에 내몰리자 로날트 쿠만 감독은 2008년 4월에 구단으로부터 경질당하게 된다. 미겔 앙헬 앙굴로는 발렌시아의 새 감독으로 부임한 보로 감독에 의해 발렌시아의 주전 선수로 복귀하게 된다.
미겔 앙헬 앙굴로는 2009년 8월에 포르투갈의 스포르팅 CP와 1년 계약을 체결했지만 4개월 만에 방출되면서 은퇴하게 된다.

## 국가대표 경력
미겔 앙헬 앙굴로는 말레이시아에서 개최된 1997년 FIFA 세계 청소년 축구 선수권 대회에서 스페인의 8강전 진출에 기여했으며 2000년 시드니 하계 올림픽에서는 스페인의 올림픽 남자 축구 은메달에 기여했다.
미겔 앙헬 앙굴로는 2004년 11월 17일에 스페인 마드리드에서 열린 잉글랜드와의 친선 경기에 처음 출전했는데 스페인은 해당 경기에서 1-0 승리를 기록했다. 2007년까지 스페인 축구 국가대표팀에서 11경기에 출전했지만 메이저 대회 본선에는 참가하지 않았다.

## 수상

### 클럽
발렌시아
- 라리가 2회 우승 (2001-02, 2003-04)
- 코파 델 레이 1회 우승 (1998-99)
- 수페르코파 데 에스파냐 1회 우승 (1999)
- UEFA 유로파리그 1회 우승 (2003-04)
- UEFA 슈퍼컵 1회 우승 (2004)
- UEFA 인터토토컵 1회 우승 (1998)

### 국가대표
- 1995년 UEFA U-19 축구 선수권 대회 우승
- 1998년 UEFA U-21 축구 선수권 대회 우승
- 2000년 시드니 하계 올림픽 남자 축구 은메달